# Berry Creek (Californie)
Berry Creek est une census-designated place du comté de Butte, dans l'État de Californie, aux États-Unis,. En 2020, elle compte une population de 1 637 habitants.